# Орден Народного героя

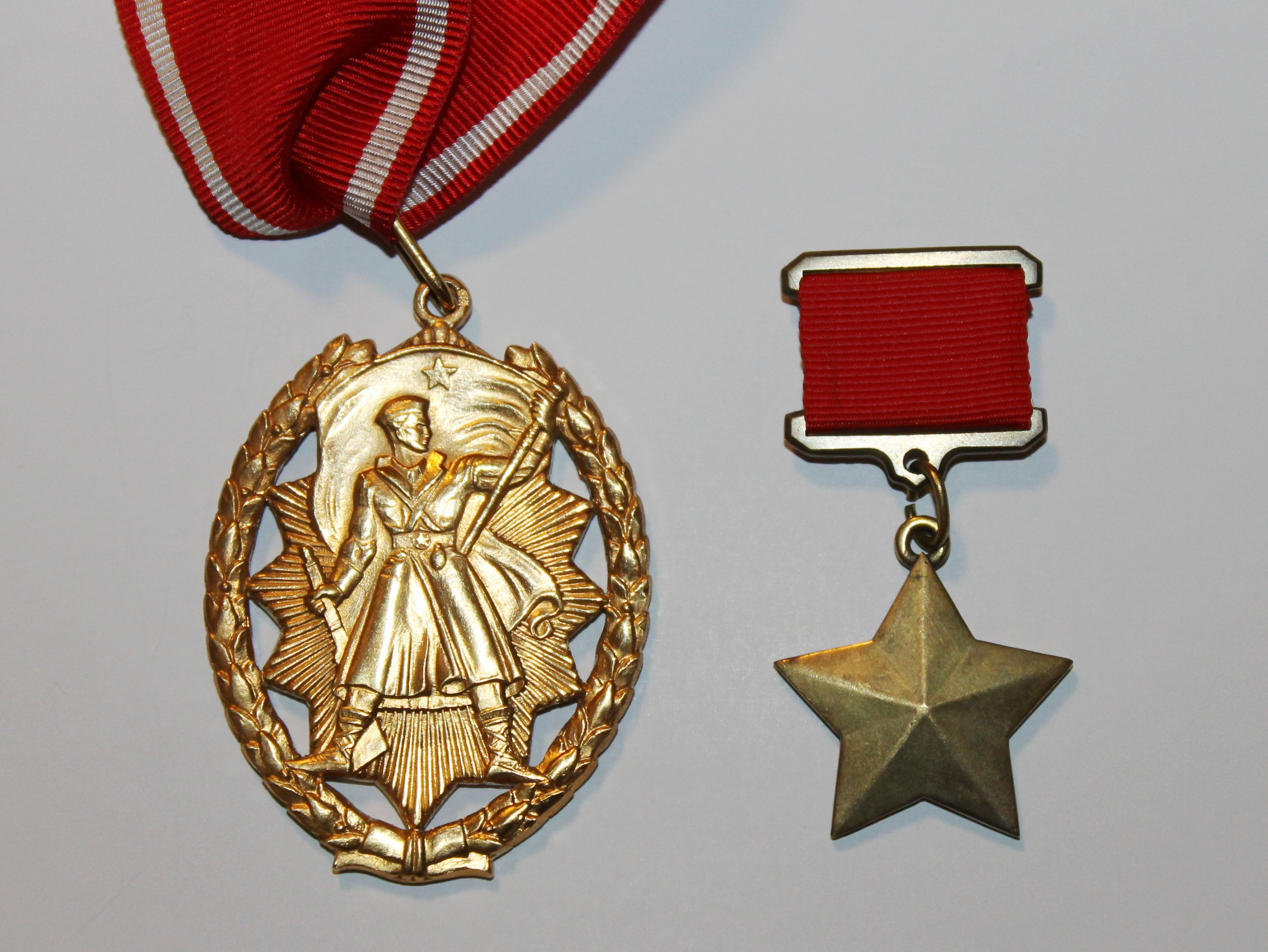
Орден Народного героя (слева)

О́рден Наро́дного геро́я (сербохорв. орден народног хероја/orden narodnog heroja, словен. red narodnega heroja, макед. орден на народен херој) — вторая (после ордена Свободы) высшая военная награда в социалистической Югославии, учреждённая в годы народно-освободительной войны населения этой страны против стран «оси» в ходе Второй мировой войны в Европе.

## Описание
Согласно статуту, орден Народного героя вручается гражданам, воинским подразделениям, политическим и иным общественным организациям за героические свершения во время войны и мира. Больше всего среди кавалеров ордена Народного героя югославских партизан, награждённых за подвиги, совершённые ими в ходе Второй мировой войны.
Орден представляет собой овальный позолоченный значок в виде многолучевой звезды с расходящимися лучами, окружённой лавровым венком. На переднем плане фигура бойца с оружием и знаменем со звездой. Лента ордена красная с двумя узкими белыми полосами ближе к обоим её краям. Дизайн этого ордена и других югославских государственных наград был разработан художником Джордже Андреевичем-Куном и изготовителем Антуном Августинчичем.

## История
Звание «Народный герой» было учреждено Верховным штабом Антифашистского веча народного освобождения Югославии (АВНОЮ) в декабре 1941 — январе 1942 года. В бюллетене АВНОЮ № 12-13 в сообщении об этом писалось, что звание Народного героя присваивается за «героизм и самопожертвование участников народно-освободительной борьбы». Первым удостоенным этого высокого титула стал в феврале 1942 года Петар Лекович (серб. Петар Лековић).
Орден Народного героя как внешний атрибут звания был учреждён 15 августа 1943 года вместе с другими высшими наградами будущей Югославии — орденами Народного освобождения, За храбрость, Партизанской звезды, Братства и единства, а также медалью «За отвагу».
Кавалеры ордена пользовались в социалистической Югославии определёнными привилегиями, в числе которых были бесплатный проезд в общественном транспорте и пенсии членам семей Народных героев, награждённых посмертно. С распадом страны эти преимущества были сведены к минимуму. В послевоенной Югославии именами народных героев назывались школы и улицы городов, в новых независимых государствах большая их часть к настоящему времени переименована.

## Статистика
Совокупно за всё время существования ордена им было награждено 1332 югослава (из них 1231 мужчина и 91 женщина) и 19 (по другим данным 22) иностранных граждан (16 граждан СССР, трое албанцев, по одному чехословаку, поляку и итальянцу), причём 1307 из них — до 1957 года. Лидер страны маршал Иосип Броз Тито награждался орденом трижды — в 1944, 1972 и 1977 годах. Практически все кавалеры ордена были членами Коммунистической партии Югославии, причём 658 из них — с довоенных времён. Среди награждённых орденом оказалось восемь супружеских пар и семь пар братьев и сестёр. 1261 награждённый вступил в партизанские соединения в 1941 году, 41 — в 1942 году и ещё 5 — в 1943 году. Причины смерти погибших на войне Народных героев:
- 624 убиты в боях
- 159 умерли от истощения в тюрьмах и концлагерях
- 36 самоубийств с целью не попасть в плен
- 30 умерли от ран
- 20 убиты в тюрьмах и концлагерях
- 13 повешены
- 12 замучены в ходе карательных операций
- 4 умерли от болезней
- 4 утоплены
- 3 закопаны заживо
- 3 задушены
- 1 посажен на кол
- 1 сожжён на вертеле
- 5 умерли в несчастных случаях

Ордена Народного героя с присвоением звания города-героя были удостоены несколько населённых пунктов страны, а также 27 боевых частей и соединений Народно-освободительной армии Югославии (НОАЮ) и четыре общественные организации СФРЮ.
Последним живущим Народным героем Югославии являлся 104-летний Петар Матич, скончавшийся 4 октября 2024 года.

## Города-герои Югославии
- Любляна (СР Словения) — 7 мая 1970 года
- Дрвар (СР Босния и Герцеговина) — 17 мая 1974 года
- Белград (СР Сербия) — 20 октября 1974 года
- Загреб (СР Хорватия) — 7 мая 1975 года
- Нови-Сад (САК Воеводина, СР Сербия) — 7 мая 1975 года
- Прилеп (СР Македония) — 7 мая 1975 года
- Приштина (САК Косово, СР Сербия) — 7 мая 1975 года
- Цетине (СР Черногория) — 7 мая 1975 года